# Kopalnia węgla kamiennego

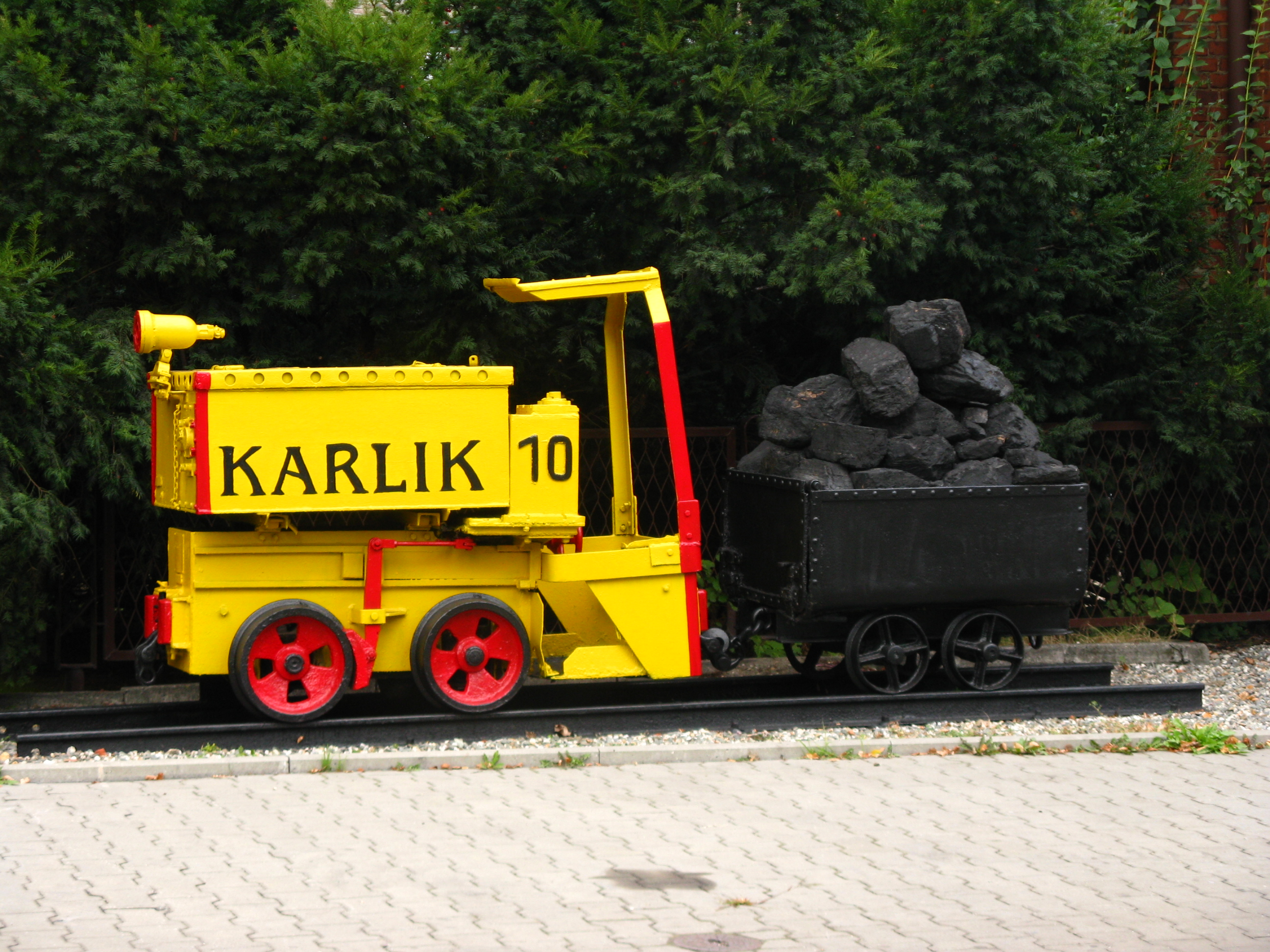
Wózek z węglem przed KWK Rydułtowy-Anna w Rydułtowach

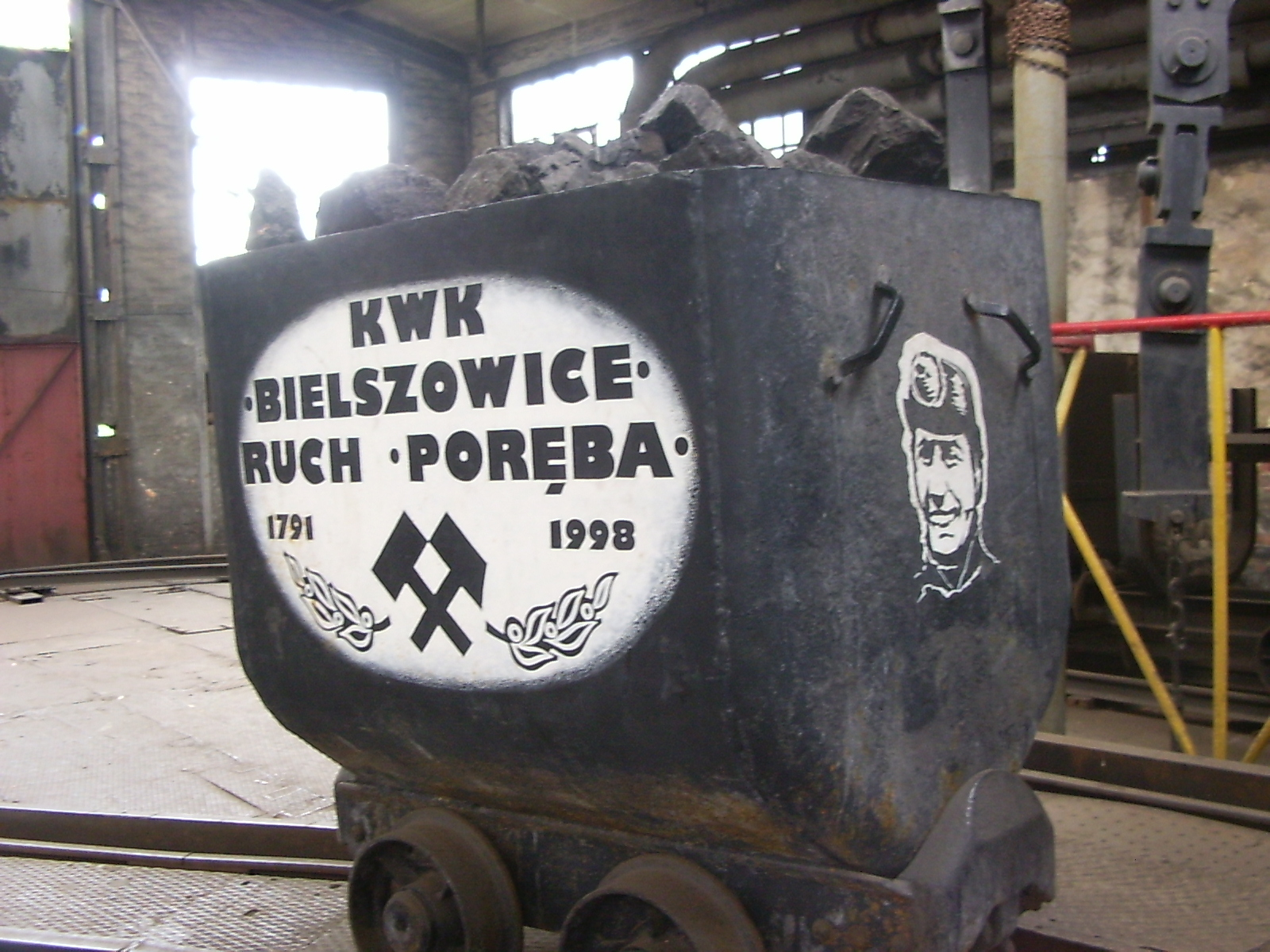
Ostatnia wydobyta tona węgla z KWK Zabrze

Kopalnia węgla kamiennego (KWK) – rodzaj kopalni, w której wydobywa się węgiel kamienny z pokładów położonych pod ziemią metodą odkrywkową lub głębinową.

## Kopalnia
Kopalnia węgla kamiennego jest zazwyczaj dużym zakładem, zatrudniającym od kilkuset do kilku tysięcy osób, zdolnym do wydobywania, obróbki i przygotowania węgla do transportu. W kopalni znajdują się maszyny i urządzenia umożliwiające wydobycie, obróbkę i załadunek surowca.
Do najważniejszych obiektów na terenie kopalni zalicza się szyby górnicze, wraz z wieżami szybowymi, łaźnie, budynki administracyjne, zakład obróbki węgla, suszarnie, płuczki, sortownie, lampownie, bocznice kolejowe, rampy, place ładunkowe i inne.
W podziemnej części kopalni znajdują się wyrobiska górnicze, które najczęściej zajmują powierzchnię kilku kilometrów kwadratowych na różnych poziomach wydobycia.
Zazwyczaj każda z kopalń posiada również własną zakładową straż pożarną, punkt medyczny oraz drużynę ratowników górniczych. Ponadto nad bezpieczeństwem pracowników kopalń czuwają specjalnie powołane w tym celu zespoły ratownictwa górniczego. W Polsce są one skupione wokół Centralnej Stacji Ratownictwa Górniczego w Bytomiu z oddziałami ratunkowymi w: Jaworznie, Wodzisławiu Śląskim i Zabrzu.

## Szkodliwość górnictwa węglowego
W wyniku eksploatacji złóż podziemnych następuje zwiększone ryzyko licznych zagrożeń mających wpływ dla środowiska, gospodarki, otoczenia społecznego oraz życia samych górników. Należą do nich szkody górnicze, obniżanie poziomu wód gruntowych, zalanie wyrobiska przez kurzawkę, wdarcie się wody, zatrucia toksycznymi gazami, odwrócenie prądu powietrza, pożary zarówno w kopalni, jak i hałd z odpadami kopalnianymi, zawały wyrobiska, wybuchy pyłu węglowego, wybuchy metanu, zalanie kopalń, wyrzut skał i zwiększone ryzyko wypadków przy maszynach będące konsekwencją warunków w kopalni węgla kamiennego.
Osobną kategorię zagrożeń stanowi wpływ spalania węgla zarówno w wyniku niskiej emisji, jak i w elektrowniach węglowych.

## Wykorzystanie infrastruktury kopalń

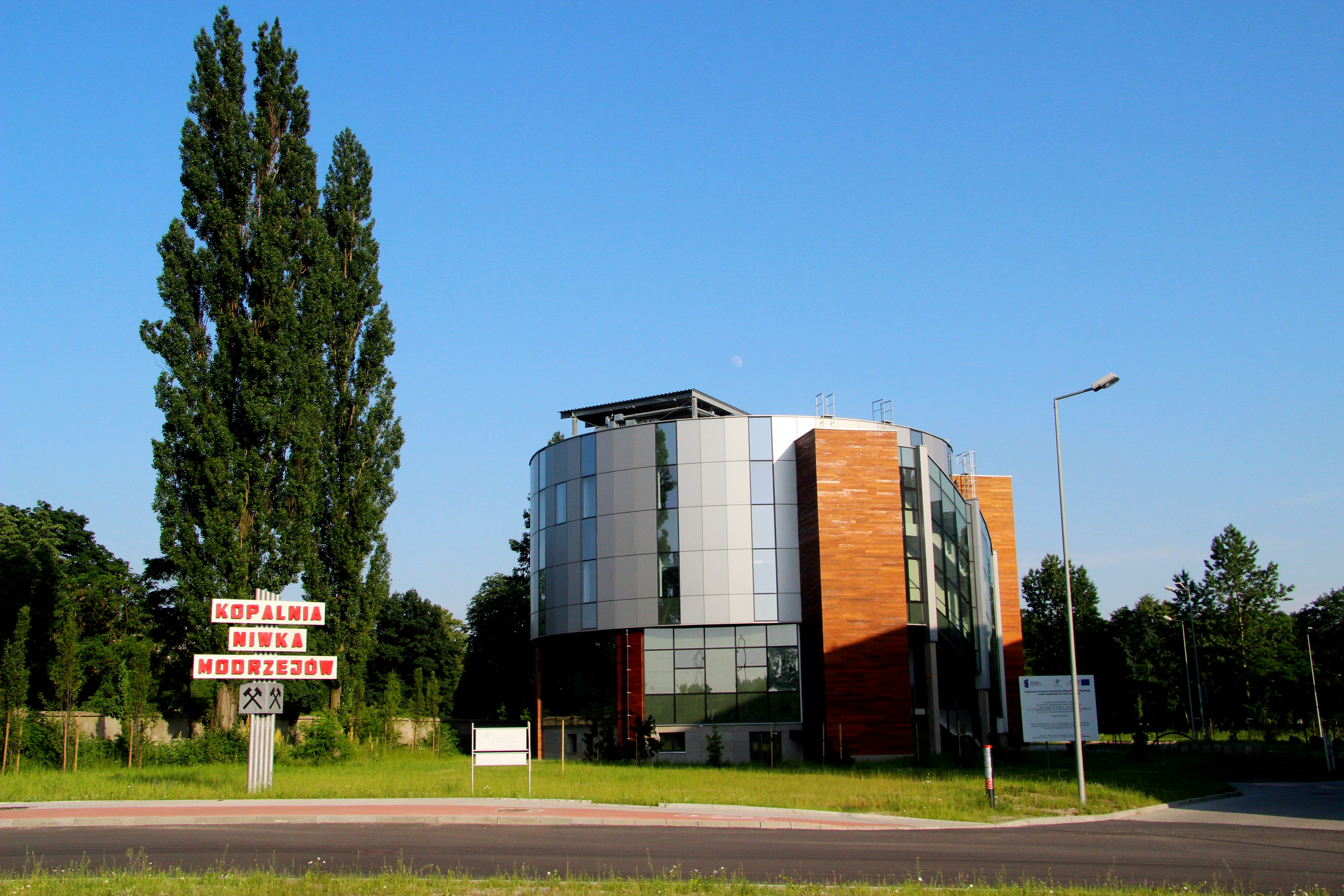
Sosnowiecki Park Naukowo-Technologiczny

Z uwagi, że kopalnie węgla kamiennego to najczęściej duże zakłady, po restrukturyzacji i zamknięciu kopalń pozostaje często bardzo dużo budynków, które można wtórnie zagospodarować. Wykorzystana może być również energia geotermalna bądź złoża gazu (najczęściej metanu), zalegające w kopalniach.
Już w listopadzie 2001 roku podczas konferencji „Geotermal Energy in Underground Mines” zespół w składzie: Eleonora Solik-Heliasz (Główny Instytut Górnictwa) i Zbigniew Małolepszy (Katedra Geologii Podstawowej Uniwersytetu Śląskiego) przedstawili możliwości wykorzystania energii geotermalnej z wód kopalnianych w Górnośląskim Zagłębiu Węglowym
Na terenach byłych kopalni węgla kamiennego powstają:
- centra handlowe – Silesia City Center, Galeria Victoria Wałbrzych
- ośrodki kultury – Galeria Sztuki Współczesnej „Elektrownia”, Galeria Szyb Wilson, Klub „Sztygarka”[2], Zagłębie Ruhry[3]
- centrum wspinaczkowe – Sosnowiec – Centrum wspinaczkowe Sport Poziom 450 w Sosnowcu – Kopalnia Węgla Kamiennego Sosnowiec[4]
- Sosnowiecki Park Naukowo-Technologiczny – Kopalnia Węgla Kamiennego Niwka-Modrzejów[5]
- zabytki techniki – Szyb Krystyna, zespół szybu Maciej, Kopalnia Węgla Kamiennego Prezydent
- muzea – Zabytkowa Kopalnia Węgla Kamiennego Guido, Skansen Górniczy Królowa Luiza, Zabytkowa Kopalnia „Ignacy”, Muzeum Śląskie na terenie KWK Katowice

## Kopalnie węgla kamiennego w Polsce
W Polsce kopalnie węgla kamiennego znajdują się na Górnym Śląsku i Zagłębiu Dąbrowskim w Górnośląskim Zagłębiu Węglowym obejmującym Górnośląski Okręg Przemysłowy oraz Rybnicki Okręg Węglowy, a także na Dolnym Śląsku i na Lubelszczyźnie – Lubelskie Zagłębie Węglowe.
Kopalnie Węgla Kamiennego w Polsce zrzeszone są w grupach, holdingach i kompaniach węglowych:

### Katowicki Holding WęglowyS.A.
Holding powstał 29 czerwca 1993 roku.
Kopalnie wchodzące w skład Katowickiego Holdingu Węglowego S.A.:
- KWK Murcki – Staszic
- KWK Mysłowice – Wesoła
- KWK Wieczorek
- KWK Wujek

1 kwietnia 2017 roku kopalnie przeszły do Polskiej Grupy Górniczej sp. z o.o.

### Kompania WęglowaS.A.
Kompania Węglowa S.A. powstała 1 lutego 2003 roku.
Kopalnie wchodzące w skład Kompanii Węglowej S.A w 2003 roku
- Zakład Górniczy „Bytom III”
- Zakład Górniczy „Centrum”
- Zakład Górniczy „Piekary”
- Zakład Górniczy „Bytom II”
- KWK Anna
- KWK Bielszowice
- KWK Bolesław Śmiały
- KWK Brzeszcze
- KWK Chwałowice
- KWK Halemba
- KWK Janina
- KWK Jankowice
- KWK Knurów
- KWK Makoszowy
- KWK Marcel
- KWK Piast
- KWK Pokój
- KWK Polska-Wirek
- KWK Rydułtowy
- KWK Silesia
- KWK Sośnica
- KWK Szczygłowice
- KWK Ziemowit

Kopalnie wchodzące w skład Kompanii Węglowej S.A w 2016 roku:
- KWK Bielszowice
- KWK Bolesław Śmiały
- KWK Chwałowice
- KWK Halemba-Wirek
- KWK Jankowice
- KWK Marcel
- KWK Piast
- KWK Pokój
- KWK Rydułtowy-Anna
- KWK Sośnica
- KWK Ziemowit

1 maja 2016 roku kopalnie przeszły do Polskiej Grupy Górniczej sp. z o.o.

### Jastrzębska Spółka WęglowaS.A.
Kopalnie wchodzące w skład JSW w 2014 roku:
- KWK Borynia-Zofiówka-Jastrzębie
- KWK Budryk
- KWK Knurów-Szczygłowice
- KWK Krupiński
- KWK Pniówek

### Węglokoks Kraj Sp. z o.o.
- KWK Bobrek-Piekary Ruch Bobrek
- KWK Bobrek-Piekary Ruch Piekary

### Spółka Restrukturyzacji Kopalń S.A.
Kopalnie wchodzące w skład Spółki Restrukturyzacji Kopalń S.A.
- KWK Brzeszcze Wschód
- KWK Centrum
- KWK Makoszowy
- KWK Kazimierz – Juliusz
- KWK Mysłowice
- KWK Murcki-Staszic Ruch Boże Dary
- KWK Anna
- KWK „Rozbark V”
- KWK „Jas-Mos”
- KWK „Pokój I”
- KWK „Wieczorek”
- KWK „Krupiński”

### Polska Grupa Górnicza sp. z o.o.
Powstała 1 maja 2016 roku. Przejęła kopalnie z Kompanii Węglowej S.A., niecały rok później bo 1 kwietnia 2017 roku przejęła kopalnie Katowickiego Holdingu Węglowego S.A.
- KWK Bolesław Śmiały
- KWK Sośnica
- KWK Piast-Ziemowit Ruch Piast
- KWK Piast Ziemowit Ruch Ziemowit
- KWK Ruda Ruch Halemba
- KWK Ruda Ruch Pokój
- KWK Ruda Ruch Bielszowice
- KWK ROW Ruch Chwałowice
- KWK ROW Ruch Jankowice
- KWK ROW Ruch Marcel
- KWK ROW Ruch Rydułtowy
- KWK Mysłowice-Wesoła
- KWK Murcki-Staszic
- KWK Wujek

1 stycznia 2018 roku – Polska Grupa Górnicza sp. z o.o. przekształciła się w Polska Grupa Górnicza spółka akcyjna

### Tauron Wydobycie S.A.
- Zakład Górniczy Janina
- Zakład Górniczy Sobieski
- Zakład Górniczy Brzeszcze

### Kopalnie prywatne
- Zakład Górniczy „Eko-Plus” w Bytomiu
- Zakład Górniczy „Siltech” w Zabrzu